# Coppa Città di Enna 1965

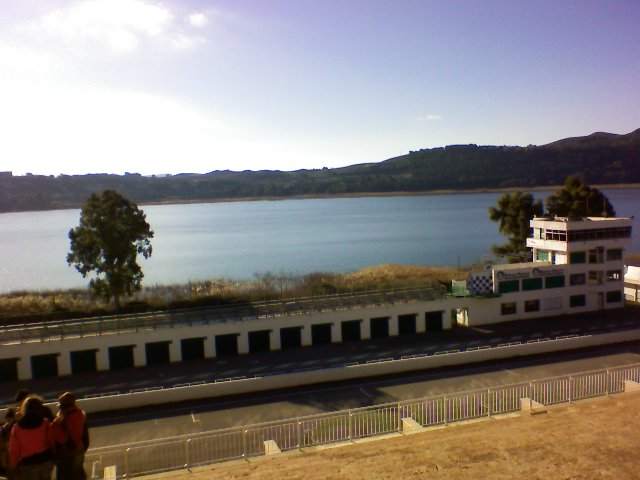
Boxenanlage des Autodromo di Pergusa

Die Coppa Città di Enna 1965, auch V. Coppa Città di Enna , fand am 16. August auf dem Autodromo di Pergusa in Enna auf Sizilien statt und war der 16. Wertungslauf der Sportwagen-Weltmeisterschaft dieses Jahres.

## Das Rennen
1965 zählte die Coppa Città di Enna zu vierten Mal in Folge zur Sportwagen-Weltmeisterschaft. 12 Fahrzeuge gingen ins Rennen, darunter drei Ferrari 250LM, drei 250 GTO’s und zwei Shelby Cobra Daytona Coupes. Trotz der geringen Anzahl an Starter verfolgten 100.000 Zuschauer das Rennen an der Strecke. Es entwickelte sich eine spannende Auseinandersetzung zwischen Mario Casoni und David Piper in zwei 250LM, sowie Bob Bondurant im Shelby Daytona, die Casoni für sich entschied.
Von den 12 Startern kamen elf ins Ziel. Der einzige Ausfall betraf Nino Vaccarella, der mit seinem 250LM in der 39 Runde einen Unfall hatte.

## Ergebnisse

### Schlussklassement
| 1           | GTN + 2.5 | 38 |  | Mario Casoni       | Ferrari 250LM              | 105 |
| 2           | GTN + 2.5 | 34 |  | David Piper        | Ferrari 250LM              | 105 |
| 3           | GT + 3.0  | 24 |  | Bob Bondurant      | Shelby Cobra Daytona Coupe | 104 |
| 4           | GT + 3.0  | 20 |  | Jack Sears         | Shelby Cobra Daytona Coupe | 104 |
| 5           | GT 3.0    | 30 |  | Ferdinando Latteri | Ferrari 250 GTO            | 100 |
| 6           | GT 3.0    | 26 |  | Clemente Ravetto   | Ferrari 250 GTO 64         | 97  |
| 7           | GT 3.0    | 28 |  | Mike De Udy        | Ferrari 250 GTO            | 96  |
| 8           | GT + 3.0  | 16 |  | Mario Maglione     | Ferrari 275 GTB/2          | 92  |
| 9           | GT 1.6    | 2  |  | Guido Rava         | Alfa Romeo Giulia TZ       | 92  |
| 10          | GT 1.6    | 6  |  | Bartolomeo Donato  | Alfa Romeo Giulia TZ       | 90  |
| 11          | GT + 3.0  | 12 |  | Emanuele Benedetto | Jaguar E-Type              | 82  |
| Ausgefallen |           |    |  |                    |                            |     |
| 12          | GTN + 2.5 | 36 |  | Nino Vaccarella    | Ferrari 250LM              | 39  |

### Nur in der Meldeliste
Hier finden sich Teams, Fahrer und Fahrzeuge, die ursprünglich für das Rennen gemeldet waren, aber aus den unterschiedlichsten Gründen daran nicht teilnahmen.
| Pos. | Klasse | Nr. | Team | Fahrer            | Chassis                |
| ---- | ------ | --- | ---- | ----------------- | ---------------------- |
| 13   |        |     |      | Vincenzo Arena    |                        |
| 14   | GT 1.6 |     |      | Vito Tipa         | Alfa Romeo Giulia TZ   |
| 15   | GT 1.6 |     |      | Guido Sirugo      | Alfa Romeo Giulia TZ   |
| 16   | GT 1.6 |     |      | Gianfranco Padoan | Austin Mini-Cooper     |
| 17   | GT 1.6 |     |      | Salvatore Niosi   | Alfa Romeo Giulia TZ   |
| 18   | GT 3.0 |     |      | Angelo Rizzo      | Lancia Flaminia Zagato |
| 19   | GT 3.0 |     |      | Vincenzo Nember   | Ferrari 250 GTO        |
| 20   | GT 3.0 |     |      | Francesco Santoro | Ferrari 250 GTO        |

### Klassensieger
| Klasse    | Fahrer             | Fahrzeug                   | Platzierung im Gesamtklassement |
| --------- | ------------------ | -------------------------- | ------------------------------- |
| GTN + 2.5 | Mario Casoni       | Ferrari 250LM              | Gesamtsieg                      |
| GT + 3.0  | Bob Bondurant      | Shelby Cobra Daytona Coupe | Rang 3                          |
| GT 3.0    | Ferdinando Latteri | Ferrari 250 GTO            | Rang 5                          |
| GT 1.6    | Guido Rava         | Alfa Romeo Giulia TZ       | Rang 3                          |

### Renndaten
- Gemeldet: 20
- Gestartet: 12
- Gewertet: 11
- Rennklassen: 4
- Zuschauer: 100000
- Wetter am Renntag: heiß und trocken
- Streckenlänge: 4,798 km
- Fahrzeit des Siegerteams: 2:28:58,600 Stunden
- Gesamtrunden des Siegerteams: 105
- Gesamtdistanz des Siegerteams: 503,685 km
- Siegerschnitt: 202,858 km/h
- Pole Position: David Piper – Ferrari 250LM (#34) – 1:21,200 = 212,675 km/h
- Schnellste Rennrunde: Bob Bondurant – Shelby Cobra Daytona Coupe (#24) – 1:21,000 = 214,327 km/h
- Rennserie: 16. Lauf zur Sportwagen-Weltmeisterschaft 1965